# Mus setulosus
Mus setulosus је врста глодара из породице мишева (лат. Muridae).

## Распрострањење
Врста има станиште у Габону, Гани, ДР Конгу, Екваторијалној Гвинеји, Етиопији, Камеруну, Либерији, Нигерији, Обали Слоноваче, Републици Конго, Сијера Леонеу, Судану, Тогу и Централноафричкој Републици.

## Станиште
Врста Mus setulosus има станиште на копну.

## Угроженост
Ова врста није угрожена, и наведена је као последња брига јер има широко распрострањење.

### Популациони тренд
Популација ове врсте је стабилна, судећи по доступним подацима.